# Lappula karelinii
Lappula karelinii là loài thực vật có hoa trong họ Mồ hôi. Loài này được (Fisch. & C.A. Mey.) Kamelin mô tả khoa học đầu tiên năm 1993.